# Vieux-Reng
Vieux-Reng település Franciaországban, Nord megyében. Lakosainak száma 923 fő (2022. január 1.). Vieux-Reng Erquelinnes, Bersillies, Boussois, Élesmes, Marpent, Villers-Sire-Nicole és Estinnes községekkel határos.

## Népesség
A település népessége az elmúlt években az alábbi módon változott:
| Lakosok száma | 871  | 866  | 867  | 848  | 863  | 881  | 899  | 907  | 923  |
|               | 2013 | 2015 | 2016 | 2017 | 2018 | 2019 | 2020 | 2021 | 2022 |